# 후타마타 잇세이
후타마타 잇세이(일본어: 二又 一成 ふたまた いっせい[*], 1955년 3월 15일~)는 일본의 성우이다. 아오모리현 미사와시 출신이며, 도쿄배우생활협동조합 소속이다.